# یوجی واکاسا

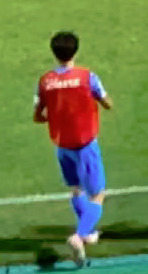
یوجی واکاسا - ۲۰۲۰

یوجی واکاسا (انگلیسی: Yuji Wakasa؛ زادهٔ ۹ فوریهٔ ۱۹۹۶) بازیکن فوتبال اهل ژاپن است.